# Капилунго (Лече)
Капилунго (итал. Capilungo) је насеље у Италији у округу Лече, региону Апулија.
Према процени из 2011. у насељу је живело 344 становника. Насеље се налази на надморској висини од 5 м.